# Вікірушій

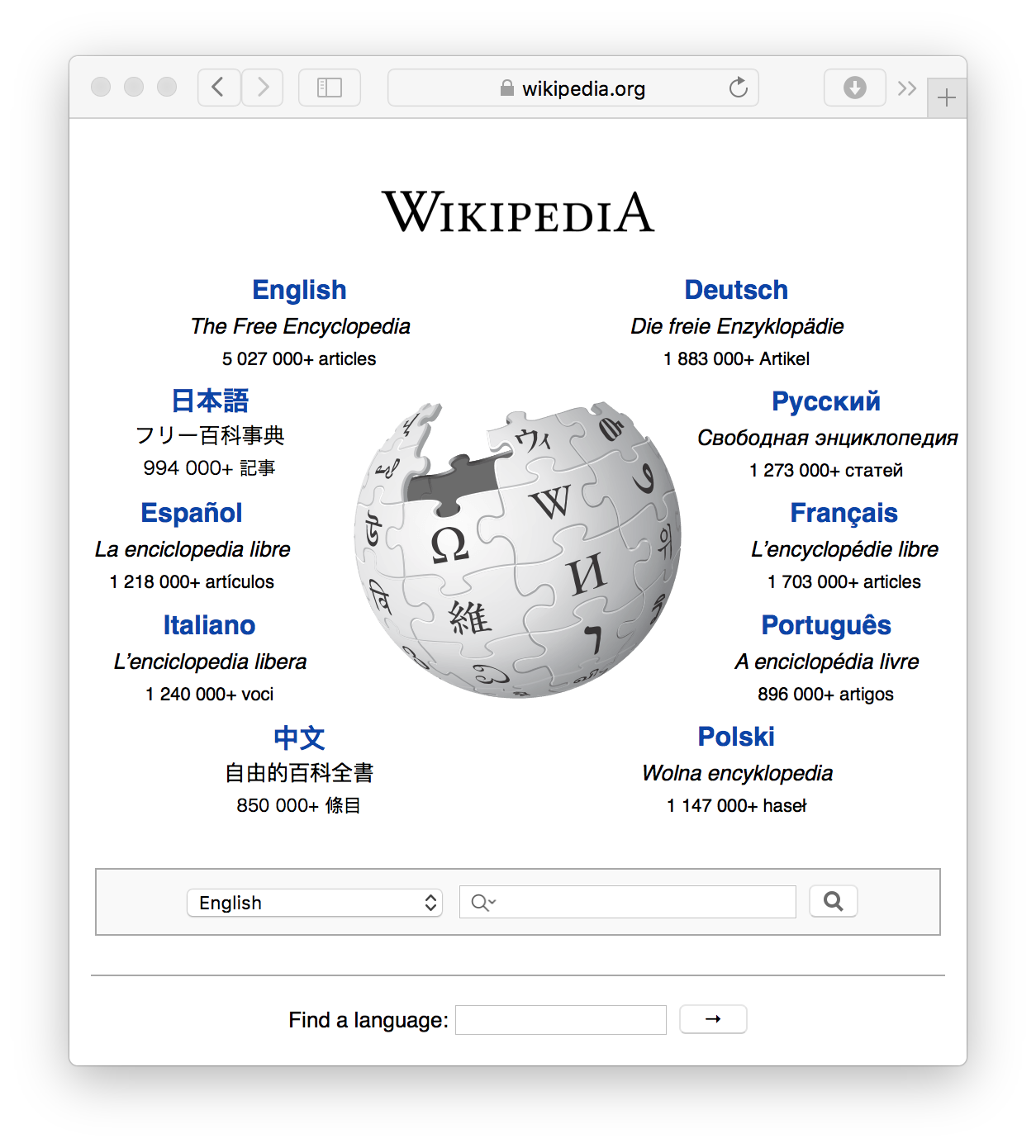
Домашня сторінка Вікіпедії, яка працює на MediaWiki, одному з найпопулярніших програмних пакетів Вікі

Вікірушій — програмне забезпечення для організації вікі-вебсайту, контент якого створюють самі користувачі, використовуючи браузер. Зазвичай вікірушій є вебзастосунком, що виконується на одному або декількох серверах. Контент, включаючи всю історію редагувань, зберігається в базі даних або файловій системі. Вікірушій — один із типів CMS.
Існує безліч вікірушіїв, написаних різними мовами програмування, включаючи відкрите і пропрієтарне програмне забезпечення.

## Історія
Перший вікірушій WikiWikiWeb був створений у 1994 році американським програмістом Вордом Каннінгемом. Пізніше WikiWikiWeb перейменовано на WikiBase. Вибір назви рушія Каннінгем пояснив тим, що він згадав працівника міжнародного аеропорту Гонолулу, який порадив йому скористатися вікі-вікі шатлом — невеликим автобусом, що курсував між терміналами аеропорту. Слово «wiki» гавайською мовою означає «швидко»; а Каннінгем планував зробити рушій, що дозволяв користувачам максимально швидко редагувати і створювати статті.

## Використання
Існує три основні типи використання технології вікі: публічні вікі, що створюються спільнотою читачів; приватні корпоративні вікі, що використовуються для зберігання документації, і особисті, що використовуються як щоденник або блог.

### Публічні вікі
Доступ до публічної вікі має кожен; часто (але не завжди) для здійснення редагувань не потрібна реєстрація. Більшість таких вікі створено на базі рушія MediaWiki. Яскравий приклад — Вікіпедія.

### Корпоративні вікі
Корпоративні вікі використовуються для зберігання документації та обміну знаннями між співробітниками.
Багато компаній і урядових організацій використовують вікі — Adobe Systems, Amazon.com, Intel, Microsoft.

### Персональні вікі
Персональні вікі призначені для організації щоденників і заміток.